# Walter Herssens
Walter Herssens (Brugge, 15 februari 1930 - 14 januari 1992) was een Belgische atleet, die gespecialiseerd was in de springnummers en de tienkamp. Hij nam tweemaal deel aan de Olympische Spelen en veroverde op vier onderdelen 19 Belgische titels.

## Biografie
Herssens behaalde in zijn carrière in totaal negentien Belgische titels. Hij nam met het onderdeel hoogspringen deel aan de Europese kampioenschappen van 1950 in Brussel, waar hij met een sprong van 1,85 m tiende werd in de finale. In 1954 op de EK in Bern nam hij eveneens deel aan het hoogspringen en daarnaast aan het hink-stap-springen, maar tweemaal werd hij uitgeschakeld in de kwalificaties. Hij nam op beide onderdelen ook deel aan de Olympische Spelen van 1952 in Helsinki, waar hij wederom niet door de kwalificaties geraakte. Vier jaar later was hij er op de Olympische Spelen van 1956 in Melbourne opnieuw bij. Hij overleefde de kwalificaties van het hink-stap-springen niet en gaf op bij de tienkamp.
In 1950 verbeterde Walter Herssens het Belgisch record hoogspringen tot 1,90. Een record dat hij het jaar nadien kwijtspeelde aan Jacques Delelienne. In 1953 heroverde hij dit met een sprong van 1,96, een record dat zeven jaar standhield. In 1953 sprong hij met 7,18 ook een Belgisch record bij het verspringen. Zijn meeste recordverbeteringen realiseerde hij bij het hink-stap-springen, waar hij recordhouder was gedurende vijfentwintig jaar. Zijn record van 15,81 uit 1956 werd pas in 1976 door Luc Carlier verbeterd. Hij was ook de eerste recordhouder tienkamp naar de tabel van 1952.

### Clubs
Herssens was aangesloten bij Olympic Brugge en Excelsior Sports CLub.

## Belgische kampioenschappen
| Onderdeel          | Jaar                                          |
| ------------------ | --------------------------------------------- |
| hoogspringen       | 1949, 1950, 1951, 1952, 1953, 1954 1955, 1958 |
| hink-stap-springen | 1950, 1951, 1953, 1954, 1955, 1958 1959, 1960 |
| verspringen        | 1960                                          |
| tienkamp           | 1955, 1956                                    |

### Persoonlijke records
| Onderdeel          | Prestatie       | Datum        | Plaats  |
| ------------------ | --------------- | ------------ | ------- |
| hoogspringen       | 1,96 m          | 21 juni 1953 |         |
| verspringen        | 7,18 m (ex-NR)  | 1953         |         |
| hink-stap-springen | 15,81 m (ex-NR) | 26 juni 1956 | Luik    |
| tienkamp           | 5588 p          | 1955         | Brussel |

## Palmares

### hoogspringen
- 1949:  BK AC – 1,85 m
- 1950:  BK AC – 1,80 m
- 1950: 10e EK – 1,85 m
- 1951:  BK AC – 1,91 m
- 1952:  BK AC – 1,90 m
- 1952: kwal. OS – 1,84 m
- 1953:  BK AC – 1,85 m
- 1954:  BK AC – 1,85 m
- 1954: kwal. EK – 1,80 m
- 1955:  BK AC – 1,94 m
- 1955:  Interl. Ned.-België te Den Haag - 1,95 m
- 1958:  BK AC – 1,90 m

### verspringen
- 1949:  BK AC – 6,69 m
- 1960:  BK A950C – 6,92 m

### hink-stap-springen
- 1950:  BK AC – 14,29 m
- 1951:  BK AC – 14,13 m
- 1952:  BK AC – 13,53 m
- 1952: kwal. OS -13,52 m
- 1953:  BK AC – 14,78 m
- 1954:  BK AC – 14,44 m
- 1954: kwal. EK – 13,97 m
- 1955:  BK AC – 14,18 m
- 1955:  Interl. Ned.-België te Den Haag - 14,26 m
- 1956: kwal. OS – 14,05 m
- 1958:  BK AC – 14,35 m
- 1959:  BK AC – 14,35 m
- 1960:  BK AC – 14,12 m
- 1961:  BK AC – 14,00 m

### tienkamp
- 1955:  BK AC – 5488 p
- 1956:  BK AC – 5354 p
- 1956: DNF OS - 2585 p

## Onderscheidingen
- 1951: Grote Ereprijs KBAB
- 1955: Gouden Spike